# 九隆街道
九隆街道是中华人民共和国云南省保山市隆阳区下辖的一个街道办事处。

## 行政区划
九隆街道下辖以下村级行政区划单位：
升阳社区、南苑社区、龙泉社区、马里社区、交通社区、明强社区、黉学社区、泰龙社区、太保社区、同仁社区、下巷街社区、新华社区、新乐社区、仁寿门社区、白衣寺社区、九龙社区。